# Paul Rees
Paul Rees, né le 6 janvier 1969, est un ancien joueur australien de basket-ball. Il évolue durant sa carrière au poste de pivot.

## Palmarès
- Champion NBL 1994, 1998, 1999, 2002
- MVP des Finales NBL 1994